# Telescopium
Telescopium o el Telescopio es una pequeña constelación del hemisferio celeste austral, una de las doce conformadas en el siglo XVIII por el astrónomo francés Nicolas-Louis de Lacaille y nombradas con instrumentos científicos.
La estrella más brillante de la constelación es Alfa Telescopii, una subgigante blancoazulada con una magnitud aparente de 3,5; le sigue Zeta Telescopii, una gigante naranja con 4,1 de magnitud. Eta y PZ Telescopii son dos sistemas estelares jóvenes rodeados de discos de escombros que tienen sendas enanas marrones de compañeras. Esta constelación también alberga dos estrellas inusuales, con bajo contenido en hidrógeno, que pueden ser el resultado de la fusión de dos enanas blancas: PV Telescopii, también conocida como HD 168476, es una estrella azul extrema de helio, mientras que RS Telescopii es una variable del tipo R Coronae Borealis. RR Telescopii es una variable cataclísmica que se iluminó como una nova hasta la magnitud 6 en 1948.

## Historia
Telescopium fue introducida en 1751-1752 por Lacaille con el nombre francés de Le Telescope, representando un telescopio aéreo, después de haber observado y catalogado 10 000 estrellas del cielo meridional durante su estancia de dos años en el cabo de Buena Esperanza. En total, ideó catorce constelaciones en las regiones inexploradas del hemisferio sur celeste que no son visibles desde Europa y les dio los nombres de instrumentos científicos que representaban a la Ilustración. El telescopio se abre entre Sagitario y el Escorpión cubriendo 40 grados celestes de sur a norte. Lacaille latinizó el nombre en 1763.
La constelación ya era conocida anteriormente con otros nombres. Se llamaba Tubus Astronomicus en el siglo XVIII, durante el cual otras dos constelaciones llevaron nombres relacionados con el telescopio: Tubus Herschelii Maior, entre Gémini y Auriga, y Tubus Herschelii Minor, entre Taurus y Orión, ambas en desuso en el siglo XIX. Johann Bode la llamó Astronimische Fernrohr en 1805, manteniendo su tamaño, pero astrónomos posteriores como Francis Baily o Benjamin Gould redujeron sus límites. La muy reducida constelación perdió varias de las estrellas más brillantes que acabaron en las constelaciones vecinas: Beta Telescopii, colocada en esta constelación por Lacaille, se convirtió en Eta Sagittarii; Gamma Telescopii fue llevada al Escorpión y rebautizada G Scorpii por Gould; Zeta Telescopii recuperó su antiguo nombre de D Ophiuchi; y Sigma Telescopii se colocó en Corona Australis (inicialmente sin catalogar, actualmente es conocido como HR 6875). El objeto que Lacaille había nombrado Eta Telescopii (el cúmulo abierto M7) está ahora en el Escorpión. Gould usó la designación Bayer para denominar una estrella de la quinta magnitud, lo que justificó en una carta.

## Descripción
El Telescopio es una pequeña constelación rodeada al norte por Sagitario y la Corona Austral, al oeste por el Altar, al sur por el Pavo y al este por el Indio; la esquina noroeste apunta a la constelación del Microscopio. La abreviatura de tres letras adoptada por la Unión Astronómica Internacional (UAI) en 1922 es «Tel». Los límites oficiales establecidos por Eugène Delporte en 1930 determinan un cuadrilátero. En el sistema de coordenadas celestes, las ascensiones rectas de los límites de ese cuadrilátero son 18 h 09,1 m y 20 h 29,5 m, mientras que las declinaciones límite son −45,09° y −56,98°. La constelación es completamente visible para observadores al sur de la latitud 33° N, aunque partes de la constelación pueden llegar a ser visibles hasta la latidud 44° N.

## Estrellas notables
| DB | Nombre de la estrella | Mag.  | Distancia (al) | Comentarios                                                            |
| -- | --------------------- | ----- | -------------- | ---------------------------------------------------------------------- |
| α  | Alfa Telescopii       | 3,49  | 249            | - Estrella rica en helio                                               |
| ζ  | Zeta Telescopii       | 4,10  | 127            | - Gigante naranja                                                      |
| ε  | Epsilon Telescopii    | 4,52  | 409            |                                                                        |
| λ  | Lambda Telescopii     | 4,85  | 531            |                                                                        |
| ι  | Iota Telescopii       | 4.88  | 398            |                                                                        |
| δ¹ | Delta1 Telescopii     | 4,92  | 706            |                                                                        |
| ξ  | Xi Telescopii         | 4,93  | 1250           | - Variable irregular                                                   |
| η  | Eta Telescopii        | 5,03  | 155            | - Sistema binario compuesto por una estrella blanca y una enana marrón |
| δ² | Delta-2 Telescopii    | 5,07  | 1100           |                                                                        |
| ρ  | Rho Telescopii        | 5,17  | 171            | - Enana amarilla                                                       |
| κ  | Kappa Telescopii      | 5,18  | 293            |                                                                        |
| ν  | Nu Telescopii         | 5,33  | 170            |                                                                        |
|    | QV Telescopii         | 5,33  | 752            | - Estrella Be                                                          |
|    | PW Telescopii         | 5,61  | 436            | - Variable Alfa2 Canum Venaticorum                                     |
|    | QQ Telescopii         | 6,25  | 324            | - Variable Delta Scuti                                                 |
| μ  | Mu Telescopii         | 6,29  | 120            | - Estrella blanco-amarilla                                             |
|    | PZ Telescopii         | 8,41  | 168            | - Estrella presecuencia principal acompañada de una enana marrón       |
|    | Gliese 754            | 12,23 | 19,4           | - La estrella más cercana en esta constelación                         |

Fuente: The Bright Star Catalogue, 5th Revised Ed., The Hipparcos Catalogue, ESA SP-1200, RECONS, The One Hundred Nearest Star Systems.

## Objetos de cielo profundo
- NGC 6584, cúmulo globular de magnitud 9,2.
- Galaxia NGC 6861.